# Тоні Доріго
Тоні Доріго (англ. Tony Dorigo, нар. 31 грудня 1965, Мельбурн) — колишній англійський футболіст австралійського походження, захисник.
Насамперед відомий виступами за клуби «Астон Вілла», «Челсі» та «Лідс Юнайтед», а також національну збірну Англії.

## Клубна кар'єра
У дорослому футболі дебютував 1983 року виступами за клуб «Астон Вілла», в якому провів чотири сезони, взявши участь у 111 матчах чемпіонату. Більшість часу, проведеного у складі «Астон Вілли», був основним гравцем захисту команди.
Своєю грою за «вілланів» привернув увагу представників тренерського штабу «Челсі», до складу якого приєднався 1987 року. Відіграв за лондонський клуб наступні чотири сезони своєї ігрової кар'єри. Граючи у складі «Челсі» також здебільшого виходив на поле в основному складі команди.
1991 року уклав контракт з клубом «Лідс Юнайтед», у складі якого провів наступні шість років своєї кар'єри гравця. Тренерським штабом нового клубу також розглядався як гравець «основи». За цей час виборов титул чемпіона Англії та став володарем Суперкубка Англії з футболу.
Згодом, з 1997 по 2000 рік, грав у складі команд клубів «Торіно» та «Дербі Каунті».
Завершив професійну ігрову кар'єру у «Сток Сіті», за який виступав протягом 2000—2001 років.

## Виступи за збірні
Протягом 1986—1988 років залучався до складу молодіжної збірної Англії. На молодіжному рівні зіграв у 11 офіційних матчах.
1989 року дебютував в офіційних матчах у складі національної збірної Англії. Протягом кар'єри у національній команді, яка тривала 5 років, провів у формі головної команди країни 15 матчів.
У складі збірної був учасником чемпіонату Європи 1988 року у ФРН, чемпіонату світу 1990 року в Італії та чемпіонату Європи 1992 року у Швеції.

## Титули і досягнення
- Чемпіон Англії (1):

«Лідс Юнайтед»: 1991-92
- Володар Суперкубка Англії (1):

«Лідс Юнайтед»: 1992